# Le Salut public
Pour les articles homonymes, voir Salut public (homonymie).
Le Salut public est un ancien journal français, un des nombreux quotidiens basés à Lyon au XIXe siècle. 
Il ne doit pas être confondu avec Le Salut public, éphémère journal révolutionnaire fondé à Paris le 27 février 1848 par Charles Baudelaire, Jules Champfleury et Charles Toubin.

## Histoire
Le quotidien Le Salut Public suivi de son titre complet Journal de Lyon. Politique, commercial et littéraire, a été fondé le 13 mars 1848 par le journaliste Charles-Désiré Bigot, des commerçants, dont Paul Desgrand, et des ouvriers républicains regroupés sous une société en nom collectif. Il se voulait un défenseur de « l'ordre dans la liberté », en référence à la révolution de février 1848. C'était un journal libéral. Il était d'abord installé au 18 place de la Charité puis au 71 rue Molière, à Lyon (l'immeuble existe toujours). 
Le journal se vend 15 centimes le numéro à partir du mois d'août 1850. Le 30 juin 1850, il reprend le feuilleton du journal lyonnais Les Travailleurs qui venait de disparaître. Le premier directeur a été Joseph-Marie « Maxime » Grassis (1819-1871) appartenant à une famille de négociants assez fortunée, les Grassis de Lanslevillard.
Deux ans après sa création, du 5 mai 1850 au 28 août 1851, Désiré Bigot fait publier dans le journal un feuilleton lyonnais Le Gone de Saint-Georges qui raconte la vie d'une famille de canuts sous la Révolution.
Le Salut Public se rallie au Second Empire en décembre 1851, puis il défend les idées politiques d'Adolphe Thiers et de l'ordre moral, et combat les opinions de Léon Gambetta. 
Il a publié dix-sept articles d'Émile Zola pour la seule année 1865, consacrés à une réflexion théorique sur l'œuvre d'art. Ceux-ci sont repris dans le recueil Mes Haines.
En septembre 1870, le journal s'oppose à la création de la Troisième République française.
Le journal possède comme sous-titre, du 14 septembre 1936 au 12 mars 1942, Lyon Soir, puis paraît sous le titre Le Salut public, Lyon-soir du 13 mars 1942 au 23 août 1944, date à laquelle il disparaît : en 1940, Le Salut Public voyait en Pétain « le sauveur de la patrie », dans le Général de Gaulle un homme qui a « renié la France », dans les gaullistes, des traîtres. Il avait continué à paraître sous l'Occupation, condamnant les maquisards comme "terroristes". Il disparaît à la Libération, avec d'autres journaux lyonnais jugés collaborationnistes.